# Garrotxa Volcanic Zone Natural Park
Garrotxa Volcanic Zone Natural Park är ett naturreservat i Spanien.   Det ligger i provinsen Província de Girona och regionen Katalonien, i den östra delen av landet, 500 km öster om huvudstaden Madrid.